# حصرون
حصرون (عبری: חֶצְרוֹן به معنی «حصار کشیده») از شخصیت‌های تنخ یهودی و عهد عتیق در انجیل است که نخستین بار نامش در سفر پیدایش، سفر خروج و کتاب تواریخ ایام و در ردیف پدرسالاران بنی‌اسرائیل ذکر شده‌است. حصرون پسر فارص و برادر حمول از سبط یهودا بود. حصرون از نیاکان داوود پادشاه بود. حصرون سه پسر به نام یارحیل، ارام و کالیب داشت. حصرون در شصت سالگی با خواهر جلعاد دختر ماکیر ازدواج کرد؛ و از او صاحب فرزند پسری به نام سجوب شد که بعدها پدر یائیر شد. پس از مرگ حصرون، زنش اشور را زایید. حصرون در شهر کلب افراث درگذشت و در همان شهر دفن گردید. نام حصرون در نسب‌نامه عیسی در عهد جدید آمده‌است.